# مسجد بورمالي
مسجد بورمالي، هو مسجد عثماني يقع في منطقة الفاتح في مدينة إسطنبول، تركيا، تم بناؤه عام 1550،

## التاريخ
سُمي المسجد نسبة إلى مئذنته المتصاعدة المصنوعة من الطوب، وهي نسخة من التصميم السلجوقي الفريد من نوعه في إسطنبول، يعود تاريخه إلى القرن السادس عشر ويقع في حديقة ساراجهانة.
المسجد ليس مقببا، له رواق مائل يرتكز على أربعة أعمدة حجرية بيزنطية.